# Lieja Tunks
Liesbeth Jantina Tunks (nata Koeman; Purmerend, 10 marzo 1976) è un'ex pesista e discobola olandese naturalizzata canadese.
È sposata con il discobolo Jason Tunks.

## Palmarès
| Anno | Manifestazione    | Sede        | Evento           | Risultato | Misura  | Note  |
| ---- | ----------------- | ----------- | ---------------- | --------- | ------- | ----- |
| 1994 | Mondiali juniores | Lisbona     | Getto del peso   | 12ª       | 14,83 m |       |
| 1995 | Europei juniores  | Nyíregyháza | Getto del peso   | 5ª        | 15,84 m |       |
| 1995 | Europei juniores  | Nyíregyháza | Lancio del disco | Bronzo    | 53,24 m |       |
| 1997 | Europei under 23  | Turku       | Getto del peso   | 6ª        | 16,82 m |       |
| 1997 | Europei under 23  | Turku       | Lancio del disco | 6ª        | 54,62 m |       |
| 1998 | Europei           | Budapest    | Getto del peso   | 10ª       | 17,99 m |       |
| 2000 | Europei indoor    | Gent        | Getto del peso   | 9ª        | 18,46 m |       |
| 2000 | Olimpiadi         | Sydney      | Getto del peso   | 9ª        | 17,96 m |       |
| 2001 | Mondiali          | Edmonton    | Getto del peso   | 12ª       | 17,89 m |       |
| 2001 | Universiadi       | Pechino     | Getto del peso   | 5ª        | 18,14 m |       |
| 2002 | Europei indoor    | Vienna      | Getto del peso   | Bronzo    | 18,53 m |       |
| 2002 | Europei           | Monaco      | Getto del peso   | 10ª       | 17,54 m |       |
| 2003 | Mondiali          | Parigi      | Getto del peso   | 10ª       | 17,99 m |       |
| 2004 | Olimpiadi         | Atene       | Getto del peso   | 10ª       | 18,14 m | [ 1 ] |
| 2005 | Europei indoor    | Madrid      | Getto del peso   | 5ª        | 17,76 m |       |
| 2005 | Mondiali          | Helsinki    | Getto del peso   | 11ª       | 17,83 m | [ 2 ] |

## Campionati nazionali
- 7 volte campionessa nazionale olandese nel getto del peso (1999/2005)
- 6 volte nel getto del peso indoor (2000/2005)
- 4 volte nel lancio del disco (2002/2005)

## Riconoscimenti
- Lieja Tunks è stata premiata due volte con il premio di atleta olandese dell'anno KNAU nelle edizioni del 1999, 2000.